# Max Ruhbaum
Max Ruhbaum (* 1976 in Berlin) ist ein deutscher Schauspieler, Hörspielsprecher und Kabarettist.

## Leben
Max Ruhbaum wurde im Berliner Ortsteil Steglitz geboren. Nach dem Abitur 1995 studierte er von 1997 bis 2001 an der Hochschule für Schauspielkunst „Ernst Busch“ Berlin. Stationen seiner Bühnenlaufbahn waren bislang unter anderem das Theater Magdeburg, das Theater Freiburg und das Essener Grillo-Theater. Zu Beginn der Spielzeit 2005/06 wechselte er an das Theater Baden-Baden, dessen Ensemble er bis heute angehört.
Einige von Ruhbaums Rollen waren die Titelfigur in Georg Büchners Woyzeck, Estragon in Warten auf Godot und Clov in Endspiel (beide von  Samuel Beckett) oder Benedikt in der Shakespeare-Komödie Viel Lärm um nichts.
Daneben arbeitet Ruhbaum als Kabarettist und tritt mit Solo-Programmen am Theater Baden-Baden auf, gastierte aber auch am Kammertheater Karlsruhe, in der Berliner Bar jeder Vernunft und im Quatsch Comedy Club.
Seit 2007 steht Ruhbaum gelegentlich vor der Kamera und war wiederholt in Beiträgen der Tatort-Reihe zu sehen. Seit Beginn der 2010er-Jahre ist er auch immer wieder als Hörspielsprecher tätig, vorwiegend in Produktionen des Südwestrundfunks.

## Filmografie
- 2007: Der Kronzeuge
- 2009: Von ganzem Herzen
- 2010: Tatort: Die Unsichtbare
- 2010: Sechs Tage Angst
- 2011: Tatort: Der schöne Schein
- 2011: Unter Nachbarn
- 2012: Bloch: Heißkalte Seele
- 2013: Der Vollgasmann
- 2013: Tatort: Kaltblütig
- 2014: Ein offener Käfig
- 2016: Tatort: HAL
- 2016: Emma nach Mitternacht – Frau Hölle
- 2016: Dimitrios Schulze
- 2017: Die Reste meines Lebens
- 2018: Wir haben nur gespielt
- 2019: Sechs auf einen Streich – Die drei Königskinder (Fernsehfilm)
- 2019: Big Manni
- 2022: Tatort: Der Mörder in mir

## Hörspiele
- 2010: 2pac 4ever. Viktor Berger und der Gangsta Rapper – Autorin: Carla Spies – Regie: Thomas Doktor und Carla Spies
- 2011: Alpha 0.7 – Der Feind in Dir – Autoren: Sebastian Büttner und Oliver Hohengarten – Regie: Leonhard Koppelmann, Benno Schurr und Susanne Franzmeyer
- 2011: Radio-Tatort (Folge: Gute Besserung) – Autor: Erhard Schmied – Regie: Stefan Dutt
- 2011: Anders altern – Autorin: Daniela Böhle – Regie: Alexander Schuhmacher
- 2012: Ida, Paul und die fiesen Riesen aus der Dritten – Autor: Mikael Engström – Regie: Mark Ginzler
- 2013: Nullzeit – Autorin: Juli Zeh – Regie: Mark Ginzler
- 2013: Ida, Paul und die Dödeldetektive – Autor: Mikael Engström – Regie: Mark Ginzler
- 2013: Die Manon Lescaut von Turdej – Autor: Wsewolod Petrow – Regie: Bete Andres
- 2014: Die ehrenwerte Gesellschaft – Autoren: Dominique Manotti und DOA – Regie: Ulrich Lampen
- 2014: Herr Lundqvist nimmt den Helm ab – Autor: Jochen Weeber – Regie: Mark Ginzler
- 2015: Nennt mich nicht Ismael! – Autor: Michael Gerard Bauer – Regie: Nicole Paulsen
- 2015: Bierleichen – Autor: Roland Weis – Regie: Tobias Krebs
- 2016: Simpel – Autorin: Marie-Aude Murail – Regie: Cordula Dickmeiß
- 2016: Radio-Tatort (Folge: Aladins Wunderlampe) – Autorin: Madeleine Giese – Regie: Stefan Dutt

## Hörfunk-Features / -Dokumentationen
- 2007: Ich wollte kein Verräter sein – Der Fall Paul Merker und die SED – Autor: Thomas Gaevert – SWR2, 49 Min.
- 2010: Otze – Vom Leben und Sterben eines deutschen Punkidols – Autor: Thomas Gaevert – SWR2 Dschungel, 30 Min.